# 권상하
권상하(權尙夏, 1641년 - 1721년 9월 2일)는 조선시대 후기의 학자, 교육자로 효종, 현종, 숙종 때의 성리학자였다. 송시열, 송준길의 문하생이다. 한성부 출신. 호는 수암, 본관은 안동(安東)이다. 기호학파(畿湖學派)의 적통이자 그 지도자로서 이이(李珥)의 기발이승일도설(氣發理乘一途說)을 지지했다. 특히 송시열의 수제자이자 계승자였으며, 그의 유언을 받들어 화양동에 만동묘를 세웠다. 자신의 동생이기도 한 성리학자 겸 문신 권상유의 형이자 스승이었다.
일찍이 유계의 문하에서 배우다가 송시열과 송준길의 문하에서 배웠고 특회 송시열의 총애를 받았다. 1660년(현종 1년) 진사(進士)가 되고 성균관 유생으로 수학하였으나 관직을 단념하고 학문 연구와 후학 양성에 힘을 쏟았다. 1672년 스승 송준길의 임종을 지켰고, 1689년 송시열이 국문을 받으러 가다가 사사당할 때는 스승 송시열의 임종을 지켰다. 두 스승이 죽은 뒤에는 3년상을 마쳤다. 대과에 급제하지 않고도 의정부좌의정까지 역임하였다. 송시열의 유언을 받들어 화양동(華陽洞)에 만력제와 숭정제를 모신 사당인 만동묘(萬東廟)와 대보단(大報壇)을 세워 두 황제를 추모하였다.
어려서부터 송시열, 송준길의 문하에서 수학하였으며 송시열의 수제자이자 계승자로 자칭타칭 송시열의 적통이라는 평을 들었다. 만년에는 관직을 사퇴하고 송시열의 저서를 보급하며 송시열의 가르침을 전파하려 노력하였다. 한편 회니시비의 주역이자 소론의 영수인 윤증과는 갈등하였다. 이이-김장생-송시열로 이어지는 기호학파의 정통 계승자이며, 인성과 물성의 동이에 대한 논쟁인 호락논변(湖洛論辨)이 일어나게 되는 계기를 마련하였다. 그의 문인 이간과 한원진 사이에 호락논쟁이 벌어졌을 때는 한원진의 설을 지지하여 호락분파의 원인이 되기도 했다. 자는 치도(致道)이고 호는 수암(遂菴), 한수재(寒水齋), 시호는 문순(文純)이다. 유계, 송시열, 송준길의 문인이다.

## 생애

### 생애 초반

#### 수학과 초기 활동

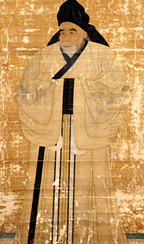
스승 우암 송시열

사헌부 집의를 지낸 권격(權格)의 아들로 유학자인 권상명, 권상유(權尙游)의 형이다. 한성부 출신이다. 일찍부터 타고난 자질이 뛰어나 어려서부터 남달리 뛰어난 재주를 보여 시남(市南) 유계(兪棨)가 그를 칭찬하였다. 그 뒤 그는 어린 나이에 유계, 송시열(宋時烈), 송준길(宋浚吉)을 스승으로 모시고 학문을 배웠으며 특히 송시열의 수제자가 되었다. 유계의 문하에서 수학하다 송시열과 송준길의 문하에도 출입하여 수학한다.
그중 송시열의 제자였던 동생 권상유는 후일 그의 문하에서도 수학하게 된다.

#### 예송 논쟁과 성균관 수학
1659년(효종 10) 효종의 국장기간 중 자의대비(慈懿大妃)의 상복이 3년복이냐 기년복이냐를 놓고 복제문제가 발생하여 스승 송시열이 남인에 의해 덕원부(德源府)로 귀양가게 되자, 관직을 단념하고 학문 연구를 다짐하였다. 1660년(현종 1년) 진사(進士)가 되어 성균관 진사로 수학하였다. 부모의 상을 당한 뒤 예송 논쟁과 남인-서인간의 갈등을 피해 시끄러운 세상을 영원히 단절하고 자신을 위한 학문에 전념하였으며, 부모의 3년상을 마친 뒤 송시열을 따라 화양(華陽)에서 사서(四書), 계몽(啓蒙), 계사(繫辭), 홍범(洪範) 내편(內篇)을 강론하였다.
그 뒤 성균관에서 유생으로 수학중 1668년 스승 송시열이 남인(南人) 좌의정 허적(許積), 남인 거두 윤휴, 외척 김석주 등과의 불화로 우의정을 사직하자 스승 송시열의 상소를 받지 말고 유임시킬 것을 청원하는 상소를 올렸다.
1672년 스승 송준길의 임종을 지켰다. 그 뒤 스승 송준길의 3년상을 마쳤다. 1674년 예송 논쟁으로 서인이 실각하고 송시열의 죄를 묻는 남인유생들의 상소가 계속되자, 권상하는 스승 송시열을 변호하는 상소를 올린 뒤 낙향, 제자들을 모아 산속에 들어가서 유학을 가르쳤다.

### 학문 연구와 후학 교육

#### 은거 생활과 학문 연구, 후학 양성
1674년(숙종 즉위)에는 이전에 1659년(효종 10)의 1차 예송 당시 자의대비(慈懿大妃)의 상복 문제로 스승 송시열이 삭탈관직당하고 덕원(德源)에 유배되는 한편, 남인이 정권을 전단하자 관계 진출을 단념하고 청풍의 산중에 은거하여 학문에 전념할 것을 결심하였다. 이후 청풍(淸風)의 산중에서 학문에 힘쓰며 제자들을 모아 유학을 강론하는 한편 정호와 주희의 서적을 교정, 번역 보급하였다. 스승 송시열의 영향을 받아 여성들에게도 사자소학과 사서삼경의 한글번역본을 인쇄하여 보급하였다.
송시열의 제자들 가운데는 민정중, 민시중, 김수항, 민유중, 김창협(金昌協), 김익훈, 송규렴, 윤증(尹拯) 등의 저명한 학자들이 많이 배출되었으나, 권상하는 윤증이 송시열과 결별한 이후 스승의 학문과 학통을 계승하여 훗날 '사문지적전(師門之嫡傳)'으로 불릴 정도로 송시열의 수제자가 되었다. 이와 같은 학파적인 위치로 인하여 정쟁의 소용돌이에 휘말렸다.
한편 송시열의 문하에서 함께 배운 윤증(尹拯)이 회니문제와 윤선거의 제사에 윤휴(尹鑴)의 조문을 받아들인 일로 송시열과 사이가 벌어졌을 때도 그와 교류하였으나, 윤선거의 묘비문(墓碑文) 문제로 윤증과 송시열이 갈라서자 그는 이를 미워하여 윤증과 절교를 선언하였다. 이때부터 그는 윤증을 적으로 여기고 그와 그의 추종자들을 공격하였다.

#### 송시열의 임종
그는 주자 가례를 주장한 스승의 이론을 신봉하여 받들었다. 1689년(숙종 15년) 기사환국(己巳換局)으로 스승 송시열이 다시 제주도로 유배되었다가 국문받으러 상륙하자 송시열의 다른 문도들을 이끌고 광양으로 내려가 그를 맞이하였다. 이후 스승 송시열의 한성부로 가는 길을 도보로 동행하였다. 그러나 정읍에서 사약을 받고 죽게 되자, 권상하는 그 곳까지 가서 스승인 송시열에게 눈물로 이별을 고하고, 스승의 의복과 책을 선물로 물려받았으며, 그의 유지를 계승하였다.
송시열이 사사되기 직전 그를 광양에서부터 정읍까지 육로로 도보수행하던 권상하가 들어가 결별의 인사를 하자, 송시열은 그의 손을 잡고 존주대의를 실천하고 도를 밝힐 것과 항상 '곧을 직'을 행실의 사표로 삼아야 된다고 유언하였다.
| “ | 내가 일찍이 아침에 도(道)를 깨닫고 저녁에 죽기를 기대하였는데, 지금 끝내 도를 깨닫지 못한 채 죽게 되었다. 앞으로는 오직 치도(致道)만 믿는다. 학문은 마땅히 주자(朱子)를 위주로 삼고 사업은 마땅히 효종(孝宗)의 대의(大義)를 위주로 삼아야 할 것이다. | ” |

또한 송시열은 그에게 결별을 고하는 편지를 남겼는데 여기에서 ‘곧을 직(直)’ 자의 의의에 대해 거듭 설명, 누누이 강조하며 유도(儒道)의 맥을 이으라는 유언을 그에게 남겨주었다.
그 뒤 송시열의 상에 3년복을 입고 3년상을 마쳤다. 이후 권상하는 백호 윤휴와 명재 윤증을 이단이라며 공격하였고, 송시열의 유언을 받들어 청주(淸州)에 만동묘(萬東廟)를 세워 명나라의 신종, 의종 등에 대한 제사를 지냈다. 그는 만동묘에 명나라 신종(神宗)을 제향하여 임진왜란 때 파병을 한 것을 추모하였고, 명나라 의종(毅宗) 숭정제를 추가 배향하였다. 또한 숙종의 특명을 받고 명나라의 임진왜란 파병을 감사하는 대보단(大報壇)을 세워 명나라 장병들의 넋을 기렸다.

#### 갑술환국 이후
당시 그는 당쟁에 초연한 태도로 학문과 교육에만 전념하였다. 한편으로 스승인 송시열의 논적인 허목과 윤휴에 대한 상당한 적개심과 공격성을 드러내기도 했다. 그는 주로 정치 현실에 관심을 갖기보다는 선배 유학자들인 서경덕(徐敬德), 이황(李滉), 기대승(奇大升), 이이(李珥), 성혼(成渾) 등으로부터 제기되던 조선시대 성리학적 기본 문제에 대하여 연구, 규명하려는데 힘을 기울였다. 한편으로 남인과 소론의 학문을 이단이라고 공격하여 논란을 불러오기도 했다.
그 뒤 공릉 참봉(恭陵參奉)에 임명되어 출사한 뒤 순룽 참봉(順陵參奉), 의금부 도사(義禁府都事), 상의원 주부(尙衣院主簿), 공조 정랑(工曹正郞) 등을 거쳐 사헌부 지평(司憲府持平)으로 발탁되었다가 장령(掌令), 집의(執義) 등을 지내고, 성균관 사업(成均館司業), 시강원 진선(侍講院進善), 종부시정(宗簿寺正) 등을 지냈다. 송시열과 김수항의 사후 그들의 유지를 받들어 단종의 묘호를 회복하고 복권시킬 것과 사육신, 생육신 외에도 단종을 위해 순절한 신하들의 충의를 현창하고 포상할 것을 여러 번 상소하였다.
1694년의 갑술옥사로 남인이 몰락하였으나 관직을 사퇴하고 낙향, 학문 연구와 후학 양성에 전념했다. 그 뒤 1698년(숙종 24년)에 특별히 호조 참의(戶曹參議)로 승진시켰다가 이조 참의(吏曹參議)가 되어 세자시강원찬선(贊善)과 성균관좨주를 겸하였다. 1701년 희빈 장씨의 취선당 저주 사건으로 무고의 옥이 터져서 남인이 완전히 몰락하였으나 그는 출사하지 않고 학문 연구에 전념하였다. 1703년 세자시강원 찬선으로 나갔다가 1704년 특명으로 호조참판으로 승진하였다. 그해 이조참판, 찬선을 거쳐 1705년 관작을 사퇴하고 물러났는데, 바로 대사헌에 임명되었으나 사양하였다. 이때부터 1716년까지 13년간 해마다 대사헌에 임명되었으나 모두 사양하였다.
1712년 한성부판윤에 이어 이조판서를 거쳐 1717년 의정부좌찬성으로 특진하고 이어 우의정이 되었다. 그 뒤 좌의정에 임명되었지만 사양하고 관직에서 물러났다.

#### 윤증, 소론과의 갈등

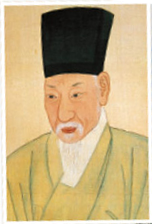
동문이기도 한 명재 윤증
(가례원류 사건 이후로 앙숙이 된다)

그는 특히 스승을 공격한 회니시비의 주인공인 동문 윤증에게 적대적이었다. 1715년 《가례원류》의 저작권을 둘러싸고 윤선거(尹宣擧)와 유계(兪棨)의 공저였으나 윤선거의 아들 윤증과 유계의 손자 유상기 사이에 각자 자신의 조상이 단독으로 쓴 책이라며 저작자 논쟁을 일으키자, 그는 서문을 써주면서 유계의 저술이라고 밝혀 소론의 영수 윤증으로부터 비판을 받았다. 그러자 그는 윤증이 스승을 배신하였다며 그를 공격하였다.
회니시비 이후 윤증을 공격했고 부정적으로 평가하던 권상하는 가례원류 사건 이후로 윤증과 원수가 된다.
그 뒤 송시열의 비문을 찬하면서 송시열이 화를 당한 것은 "윤증이 (사사로운 마음으로) 윤휴(尹鑴), 허목의 무리와 함께 조작한 것”이라는 내용을 비문에 기록하여 소론계 유생 유규(柳奎) 등 8백 여명의 성균관 소론계 유생들에게 비판을 받고 사간원대사간 이관명(李觀命), 홍문관수찬 어유구(魚有龜) 등 소론측으로부터 비문을 수정하라는 항의를 당하였으나 그는 이를 받아들이지 않았다.

### 생애 후반

#### 송시열의 계승자

정적 박세당
(그는 사변록의 내용을 문제삼아 박세당을 공격하였다.)

송시열의 수제자이자 계승자로 자칭타칭 송시열의 적통이라는 평을 들었다. 그러나 그럼에도 본인은 자처하지 않고 언제나 물러나 청풍의 황강(黃江)에서 은거하였다.
그는 숙종의 지극한 사랑을 받아, 갑술환국으로 남인이 일망타진된 뒤 숙종의 총애를 받아 의정부우의정, 좌의정 등에 임명되었으나 끝내 사양하고, 기호학파의 지도자로서 학문 연구와 제자를 양성하는데 여생을 바쳤다. 생애 후반 그는 송시열의 저서를 간행, 시중에 보급하며 윤증을 이단이라며 공격하여 소론의 심한 비판을 받았다.
이단하(李端夏), 박세채(朴世采)·김창협 등과 교유하였으며 자신의 문하에서도 수백명의 제자가 배출되었다. 특히 그 중 이름이 알려진 제자로는 한원진·이간, 윤봉구(尹鳳九), 이이근(李頤根), 현상벽(玄尙璧), 최징후(崔徵厚), 채지홍(蔡之洪), 성만징(成晩徵) 등인데 이들을 '강문팔학사'(江門八學士)라 부른다.

#### 생애 후반
1703년 세자시강원찬선에 임명되고, 이듬해 호조참판이 되었다가 사헌부대사헌에 임명되자 사직하고 낙향했다. 1705년 이조참판에 이어 찬선이 되고 이후 1716년까지 13년간 해마다 대사헌에 임명되었나 모두 사직하였다. 1712년 한성부 판윤에 이어 이조판서, 1717년 의정부좌찬성에 이어 우의정‧좌의정, 1721년(경종 1) 판중추부사에 임명되었으나 사직소를 올리고 나가지 않았다.
사계 박세당(朴世堂)이 주자(朱子)의 사서육경에 달은 주석 대신 독자적인 주석을 달자 그는 이를 공격, 박세당과 논쟁하였다. 또한 이경석의 묘갈명에서 송시열을 불상인이라고 비평한 박세당을 성토하고, 노론언관들을 시켜 박세당에 대한 공격 여론을 주도한다. 한편 박세당이 쓴 이경석의 비석 문제를 걸고 넘어지는 가운데 이경석의 손자와 갈등하기도 했다.
1715년에는 윤선거(尹宣擧)와 유계(兪棨)의 공저인 가례원류의 저작권을 둘러싸고 윤선거와 유계의 후손 사이에 분쟁이 일어나자, 권상하는 그 서문에서 유계의 저술이라고만 하여 소론의 영수 윤증으로부터 비판을 받았다. 이어 스승 송시열의 묘비명을 지을 때 송시열이 화를 당한 것은 장희빈 소생 원자 책봉을 반대해서가 아니라 “윤증이 윤휴, 허목의 무리와 함께 조작한 것”이라 주장하며 이를 그대로 송시열의 비문에 기록하여 소론계 유생 유규(柳奎) 등 8백여명과 소론인 사간원대사간 이관명(李觀命), 홍문관수찬 어유구(魚有龜) 등 소론이 반발, 소론측으로부터 비문을 수정하라는 항의를 받기도 하였다.
1717년 병환으로 요양 중 여행하여 온양(溫陽)의 온천에 가서 목욕하던 중 갑자기 우의정에 임명되었다. 이에 바로 괴산(槐山)의 시골집으로 나아가 머물면서 상소를 올려 놓고 처분을 기다리고 있었는데 숙종이 우대하는 비답(批答)을 내리고 사관을 명하여 같이 오라고 명하였다. 그가 계속 사양하니 숙종은 그를 우의정에 임명하려고, 일부러 '관직의 사양을 허락하고 백의(白衣)의 신분으로 들어와 볼 수 있다' 하는 등 특별히 예우하였다. 이에 그는 할 수 없이 '임금이 행궁(行宮)에 갈 때 호위하고 수행하는 의의'에 따라 융복(戎服)을 입고 상경하여 숙종을 알현(謁見)하였다.
숙종이 매우 기뻐하고 그에게 앞으로 가까이 오도록 하여 머물러 줄 것을 간곡히 부탁한 뒤에 백성을 잘 다스리어 편안케 하는 방도에 관해 질문하자 그는“천하의 일은 임금의 마음을 바탕으로 하지 않은 것이 하나도 없고 마음을 다스리는 요점은 또한 '곧을 직'(直)자에 바탕을 두고 있습니다. 신의 스승 송시열(宋時烈)이 임종(臨終)할 때 또한 이것으로 문인(門人)들에게 훈계하였습니다.”하고 이어 우암 송시열이 견지하던 '춘추대의'(春秋大義)에 대한 의견을 개진하면서 숙종에게 '효종(孝宗)의 뜻을 계승'할 것을 권면하였다. 이어 “전하(殿下)께서는 춘추가 많다는 이유로 일을 하려는 뜻을 게을리하지 마소서. 옛날 위 무공(衛武公)은 나이 90에도 억계(抑戒, 신중히 하여 빈틈없이 경계하라는 뜻)의 시(詩)를 지었습니다.”고 하니, 숙종이 안색을 바꾸고 가상히 받아들였다. 그 뒤 얼마 안 되어 관직을 사양하는 상소를 남기고 곧바로 출발하여 고향으로 되돌아갔다. 숙종은 다시 우의정에서 좌의정(左議政)으로 승진시켜 임명하였으나 또한 극력 사양하고 취임하지 않았다.

#### 최후
그는 이단하(李端夏)·박세채(朴世采)·김창협 등과 교류했으며, 문하에서 배출된 제자로는 한원진·이간·윤봉구(尹鳳九)·채지홍(蔡之洪)·이이근(李頤根)·현상벽(玄尙璧)·최징후(崔徵厚)·성만징(成晩徵) 등의 강문팔학사(江門八學士) 등이 유명하다.
그의 학통은 외암 이간(巍巖 李柬), 남당 한원진(南塘 韓元震), 홍계희, 도암 이재, 임성주 등으로 이어졌다. 그러나 말년에 그의 제자들 중 한원진(韓元震)과 이간(李柬)이 인물성편재문제(人物性偏在問題)로 논쟁하자, 오래 고민하던 중 한원진의 학설을 지지함으로써 논쟁이 더욱 확대되고 기호학파는 다시 호론파와 낙론파로 양분되었다. 그러나 그의 문인들은 주류를 차지하지 못하고 외척계열 노론에게 권력의 중심에서 밀려나게 된다.
1717년 아들 권욱의 죽음을 보았다. 1721년(경종 1년) 경종 즉위 초 판중추부사에 임명되었으나 사직소를 올리고 나가지 않았다. 글씨에도 뛰어났으며 간결하고 힘이 넘쳤다. 글씨에도 뛰어났으며 문집에 《한수재집(寒水齋集)》 《삼서집의(三書輯疑)》 등이 있다. 그해 8월 29일에 향년 80세를 일기로 사망하였다. 관학(館學)의 유생(儒生)들이 모두 신위(神位)를 모신 곳으로 달려가 곡(哭)하였고 상복(喪服)을 입은 문인(門人)들이 수백 명이나 되었다. 시호는 문순이다.

### 사후
충청북도 충주시 동량면 손동리에 안장되었고 그의 묘소 앞에는 먼저 사망한 아들 권욱의 묘소가 있다. 이이, 성혼과 김장생, 송시열을 계승한 노론 학파의 정통으로 간주되었다. 호락논쟁으로 노론학통이 낙론(경기)와 호론(충청)으로 분파된 뒤에도 그의 제자 이간은 그를 스승으로 각별하게 받들어 기호학파의 정통으로 존숭되었다. 충주의 누암서원(樓巖書院), 청풍의 황강서원(黃江書院), 정읍의 고암서원(考巖書院), 보은의 산앙사(山仰祠), 성주(星州)의 노강서원(老江書院), 예산의 집성사(集成祠), 송화의 영당(影堂) 등에 배향되었다. 기호학파로는 송준길과 함께 영남 지역의 사당에 배향된 몇 안되는 인물이기도 하다.
사망 직후 1721년 노론의 영수로 지목되어 소론 신치운(申致雲)의 상소로 관작이 삭탈되었다가 1724년 영조 즉위 후 복관되고 치제(致祭)하도록 하였으며, 그해 시장(諡狀)을 심의하지 않고 바로 문순(文純)의 시호를 내렸다. 1979년 그의 저서 《한수재집》이 양장으로 영인, 간행되었다.

## 저서 및 작품

### 저서
- 《한수재집 (寒水齋集)》
- 《삼서집의 (三書輯疑)》

### 작품
- 〈기백이태연표 箕伯李泰淵表〉
- 〈형참권극화표 刑參權克和表〉
- 〈부사과이숙표 副司果李塾表〉

## 사상
그는 16세기에 정립된 이황과 이이의 이론 중 이이-송시열로 이어지는 기호학파의 학통을 계승하고, 그의 문인들에 의해 전개되는 이른바 호락논변(湖洛論辨)이라는 학술토론 문화를 일으키는 계기를 마련하였다. 또한 당쟁기 이후 사회적으로 학문과 독서를 하는 분위기를 만들려 노력했다. 그는 조광조와 백인걸을 거쳐 이이(李珥)와 성혼으로 계승된 학파와 송익필로부터 시작되는 학파에서 김장생, 김집을 거쳐 송시열에게로 계승된 기호서인학파(畿湖西人學派)의 종장이었으며, 이황의 학설을 비판하고 이이와 성혼의 학설 중에서는 이이가 주장하는 기발이승일도설(氣發理乘一途說)을 채택하여 정론이라 선언하고 이를 지지하였다.

### 인성과 물성의 상이론
인성(人性)과 물성(物性)의 동이논쟁(同異論爭)인 호락논변이 제자 이간(李柬)과 한원진(韓元震) 사이에 제기되자 그는 한원진의 편을 들었는데, '인성이 물성과 다른 것은 기(氣)의 국(局)때문이며, 인리(人理)가 곧 물리(物理)인 것은 이(理)의 통(通)때문이다.'라고 한 이이의 이통기국(理通氣局)설을 들어 한원진의 상이론(相異論)에 동조하였다. 인성·물성 상이론의 발상은 후천적인 기질의 다름에 따라 달라질 수 있는 본성을 동물성으로부터 분별하고 보호하려는 데 있었다.
그는 인성과 물성은 서로 상이한 것이며 인성이 물성을 통제해야 된다고 확신하였다. 인성과 물성의 상이론을 주장한 배경에는 본성을 후천적인 것, 즉 기질의 다름에 따라 달리할 수 있는 것임을 주장하여 동물성으로부터 분별, 보호하려는 데 있다고 할 수 있으며, 본성의 문제를 물성과 관련하여 이해하려는 태도는 인성론이 자연물에까지 확대된 형이상학적 전개로서, 이황, 조식, 성혼, 이이 이후 다시 이와 기에 대한 규정, 연구를 이끌어냈다.
본성의 문제를 물성과 관련하여 이해하려는 태도는 인성론이 자연물에까지 확대된 형이상학적 전개로서, 이황·이이 이래 조선 성리학의 이론적 발전상을 보여준다. 또한 17세기 이후 성리학이 예학(禮學)에 의해 구체적인 사회 규범으로써 경직되어가는 학문 풍토에서 인성·물성 상이론의 제기는 예학적 학문 이론을 활성화하고 심화하는 데 크게 기여했다. 그러나 일각에서는 17세기 이후 성리학이 교조적인 예학(禮學)에 의하여 개혁성이나 예학으로서의 본래 취지를 상실한 채 사회규범으로서 경직되어가는 학문풍토에서, 인성·물성 상이론의 제기는 예학적 학문이론을 활성화하고 심화하는 데 크게 기여하였다는 평가도 있다.

### 만동묘 설립의 취지
송시열은 1689년에 제주로 유배의 길을 가면서 수암 권상하에게 화양동에 만동묘를 세울 것을 부탁하는 편지를 보냈다. 그 편지의 마지막에 '만동묘에서 명나라 신종(神宗)과 의종(毅宗)을 제사지내는 이유를 이야기한다. 임진왜란 때 조선을 도와준 신종에게는 멸망하는 나라를 지켜준 은혜에 보답하는 의리(義理)를 다하는 것이요, 의종에게는 나라가 망하면 국왕이 죽음으로써 책임을 져야 한다는 정도(正道)를 보여주기 위해서'라고 하였다.

### 만동묘와 중화사상 계승
그가 송시열의 유지를 받들어 세운 만동묘는 화양동 서원으로 발전했고, 이는 세도정치 이전까지 집권 노론의 인재 양성의 산실이었으며, 흥선대원군의 집권 이후 폐쇄되었다. 만동묘에 놀러 갔다가 엄숙한 곳에서 예의를 갖추지 않은 흥선대원군을 구타한 고지기에 원한을 품고 서원 철폐까지 나가게 된 것이다.

### 송시열의 최후에 대한 관점
그는 송시열의 죽음을 순교로 해석했다. 그는 번번히 송시열은 윤증, 윤휴, 허목의 무리에 의해서 희생당한 것이라고 말했다. 송시열 자신은 자신의 사약을 순교로 해석했고, 유배생활을 정도를 걷는 자에 대한 사도의 탄압으로 여겼다. 송시열의 사후 그의 제자였던 권상하 역시 송시열의 죽음을 순교로 해석하였다.
그는 "윤증이 (사사로운 마음으로) 윤휴, 허목의 무리와 함께 조작한 것"이라며 윤증과 허목, 윤휴가 술수를 꾸며 송시열을 죽게 했다고 굳게 확신하였다. 그는 이를 자신이 지은 송시열의 묘비명에도 기록하였다.

## 평가
비록 성균관 문묘에는 종사되지 못하였으나 우암 송시열의 학통을 계승한 정통으로 평가되었다.

## 기타
영남에 사당이 마련된 몇 안되는 송시열학파의 인물이기도 하다.
예송 이후 송시열은 윤휴를 적휴(賊鑴), 참적(斬賊), 허목을 독물(毒物), 독극물, 흉목(凶穆)이라고 불렀다. 이는 송시열의 수제자인 권상하에게도 계승되어, 권상하는 윤휴를 지칭할 때마다 항상 적휴, 참적, 허목을 지칭할 때는 독물, 독극물, 흉목이라 불렀다. 권상하는 공문서와 다른사람의 묘지명, 묘갈명, 신도비문 등에서도 윤휴를 항상 적휴, 참적, 허목을 독물, 독극물, 흉목이라 불렀다.
그의 동생이자 제자인 권상유는 성리학을 비판한 윤휴와 박세당을 옹호하기도 했다.

## 가족 관계
- 조부 : 권성원(權聖源, 1602 ~ 1662)
- 조모 : 강선여(姜善餘)의 딸 진주 강씨
  - 부친 : 권격(權格, 1620 ~ 1671)
- 외조부 : 이초로(李楚老, 1603 ~ 1678)
- 외조모 : 전첨(典籤) 변제원(卞悌元)의 딸 밀양 변씨
  - 모친 : 함평 이씨(1622 ~ ?)
    - 여동생 : 권계강(權季姜, 1657 ~ ?)
    - 남동생 : 권상명(勸尙明 1652 ~ 1684)
    - 남동생 : 권상유(權尙游 1656 ~ 1724)
    - 여동생 : 권차강(權次姜, 1663 ~ ?)
    - 부인 : 군수(郡守) 이중휘(李重輝)의 딸 전주 이씨
      - 아들 : 권욱(權煜, 1658 ~ 1717)
        - 손자 : 권양성(權養性, 1675 ~ 1746)
        - 손자 : 권정성(權定性)
        - 손녀 : 이사휘(李思輝)의 처

## 같이 보기
| - 만동묘 - 권상유 - 송시열 - 주자학 - 예송 - 김수항 - 윤증 - 윤휴 - 허목 - 김석주 - 박세채 - 성수침 - 김집 | - 송준길 - 김수흥 - 김장협 - 한원진 - 이이 - 성혼 - 허적 - 김만기 - 김만중 - 김익훈 - 박세당 - 김장생 - 안방준 | - 김춘택 - 민암 - 민정중 - 민종도 - 민유중 - 송준길 - 송갑조 - 송이창 - 윤증 - 윤선도 - 홍우원 |

## 참고 서적
- 충주시청, 《충주시지》 (충주시청, 2001)
- 충주 문화원, 《충주의 금석문》 (충주 문화원, 2006)